# Ansiktsridning

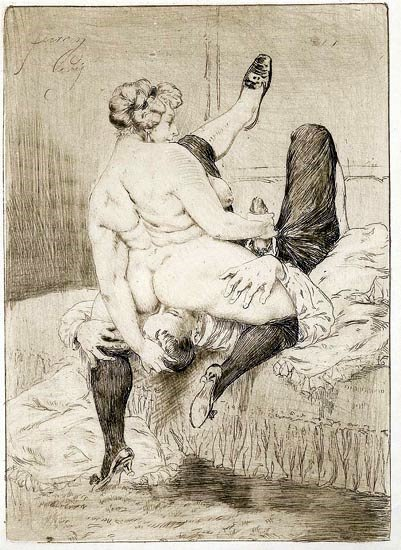
Illustration av ansiktsridning.

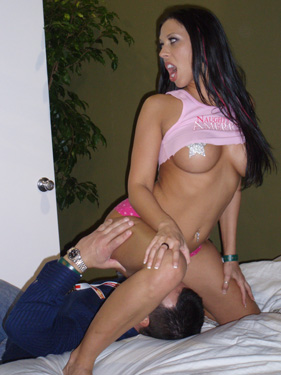
Ansiktsridning där kvinnans klitoris stimuleras av hennes sexuella partner.

Ansiktsridning eller ansiktssittande (engelska facesitting) är en samlagsteknik och en form av cunnilingus där en kvinna intar den dominerande positionen. Den går till så att kvinnans partner ligger på rygg och kvinnan sätter sig på partnerns ansikte med klitorisollonet placerat över partnerns mun. Genom att gnida klitoris mot munnen, det vill säga partnerns ansikte på samma sätt som man rider en häst, uppnår kvinnan sexuell njutning. 
Ansiktsridning, liksom ridställningen, gör att kvinnan själv kan styra den sexuella akten och anpassa den till sin egen sexuella njutning.
Ansiktsridning förekommer även i syfte att stimulera anus (anilingus). Detta kan utföras av en man och förekommer i vissa heterosexuella pornografiska filmer, ibland i dominerande syfte.